# Australien ved vinter-OL 1952
Australien deltog ved Vinter-OL 1952 i Oslo med ni sportsudøvere, syv mænd og to kvinder. De deltog i fire sportsgrene, alpint skiløb, skøjter, langrend og kunstskøjteløb. Det var anden gang, Australien deltog i et Vinter-OL, idet landet første gang deltog i Vinter-OL 1936 16 år tidligere (Vinter-OL 1940 og Vinter-OL 1944 blev aflyst på grund af 2. verdenskrig, og landet deltog ikke i Vinter-OL 1948). De to kvindelige deltagere, Nancy Hallam og Gweneth Molony var de første kvinder, Australien sendte til en vinterolympiade.
Deltagerne vandt ingen medaljer, idet den bedste placering var en tiendeplads i kunstskøjteløb.

## Resultater

### Alpine discpliner
- Styrtløb: Bill Day (nr. 60/72), Barry Patten (nr. 67), William "Bob" Arnott (nr. 71)
- Slalom: Bill Day (nr. 50), William "Bob" Arnott (nr. 61), Barry Patten (nr. 71) (alle tre opnåede kun et løb og kvalificerede sig ikke til videre deltagelse)
- Storslalom: Bill Day (nr. 67/82), William "Bob" Arnott (nr. 78), Barry Patten (nr. 80)

### Langrend
- 18 km: Bruce Haslingden (nr. 74/75), Cedric Sloane (nr. 75)
- 50 km: Bruce Haslingden (udgik), Cedric Sloane (udgik)

Sammen med Karl Schüssler fra Vesttyskland opgav Bruce og Cedric mellem 30,5 km- og 42 km-mærket i 50 km langrend.
Vindertiden for 18 km langrend var 1:01:34, hvor Bruce Haslingden brugte 1:29:58 og Cedric Sloane 1:32:39. Den tredjesidste deltager, John H. Caldwell (USA) fik tiden 1:25:42, og i alt fem deltagere udgik under løbet.

### Kunstskøjteløb
- Mænd: Adrian Swan (nr. 10/14)
- Kvinder: Nancy Hallam (gift Nancy Burley) (nr. 14/25), Gweneth Molony (fornavnet også stavet Gwenneth) (nr. 21)

### Hurtigløb på skøjter
- 500 m: Colin Hickey (nr. 29/39)
- 1500 m: Colin Hickey (nr. 30/39)
- 5000 m: Colin Hickey (nr. 28/35)